# Anna Seidel
Anna Katharina Seidel (1938 – 29 de septiembre de 1991) fue una sinóloga alemana considerada una autoridad en el estudio del taoísmo. Durante sus 22 años en el Institut du Hobogirin de la Ecole Francaise d'Extreme-Orient en Kioto, Seidel se había convertido en el centro de gravedad de muchos académicos occidentales de estudios de Asia oriental que se aventuraron a la antigua capital japonesa para realizar investigaciones.

## Juventud
Siendo la menor de tres hijos, Seidel nació en Berlín, Alemania, pero pasó la mayor parte de su infancia en la ciudad sureña de Múnich. Durante la época nazi, sus padres arriesgaron sus vidas para albergar en secreto a un amigo judío en su casa, a pesar de que su padre era un ingeniero aeronáutico y su madre provenía de una familia germano-judía distinguida y sabían que estaba la posibilidad de que les aplicasen la pena de muerte. Los padres de Seidel la alentaron a perseguir intereses intelectuales desde una edad temprana. Habiéndose formado en los fundamentos de la sinología en la Universidad de Múnich (1958 – 1960) y la Universidad de Hamburgo (1961), Seidel se especializó en el estudio de las religiones chinas en París, donde estudió con dos eminentes expatriados, el austriaco Maxime Kaltenmark y Alemán Rolf A. Stein de 1961 a 1968. Su tesis doctoral, La divinisation de Lao-tseu dans le taoisme des Han, se considera un estudio innovador en el campo. En 1969, Seidel fue elegida miembro de la Ecole Francaise d'Extreme-Orient y enviada a Kioto, la antigua capital de Japón, donde vivió hasta su muerte.

## Investigación
El enfoque principal del trabajo de Seidel fue la compilación del Hobogirin, un diccionario enciclopédico de varios volúmenes sobre el budismo. Durante este tiempo, también pudo continuar su propia investigación sobre el taoísmo, convirtiéndose en una de las principales expertas mundiales en este tema. Después de un breve matrimonio con el erudito bostoniano Holmes Welch con quien coeditó Facets of Taoism (1979), Seidel dedicó su vida por completo a su erudición y al Instituto Hobogirin.
En 1978, enseñó religión china como profesora invitada en la Universidad de Hawái y en la Universidad de California, Santa Bárbara en 1988; ella rechazó repetidamente ofertas lucrativas de eminentes universidades estadounidenses. En 1985, inició la revista bilingüe Cahiers d'Extreme-Asie, que desde entonces se ha establecido como una publicación importante en el estudio de las religiones de Asia oriental. El propósito de la revista era acercar a los académicos de Europa, América y el este de Asia. La posición de Seidel en Kioto la colocó en una posición única para servir como enlace entre las diversas comunidades geográficas de académicos. Era una académica internacional: alemana en su educación e identidad cultural, francesa por ciudadanía y educación, residía y trabajaba en Japón y cortejada por el establecimiento académico de habla inglesa.

## Escritos
Sus trabajos publicados transmitieron sus pensamientos con una claridad que logró gracias a evitar el uso de adornos estilísticos y sin ceder a la terminología teórica de moda. El punto de vista de Seidel sobre la religión china, como se describe en su artículo "Taoísmo", escrito para la 15.ª edición de la Enciclopedia Británica (1975), rompió el molde ortodoxo. Si bien su trabajo se basó en textos religiosos tempranos, que sometió al escrutinio filológico más riguroso, su análisis de la religión se extendió a todos los aspectos de la cultura. Puso su énfasis principal en la práctica religiosa en su contexto histórico, en lugar de enredarse en la especulación doctrinal. Seidel era atea y no practicaba el taoísmo; a pesar de ello, se destacó por abordar los fenómenos religiosos con un alto grado de empatía. Aunque Seidel no realizó un trabajo de campo sistemático a largo plazo sobre la religión china, prestó una atención meticulosa a los fenómenos religiosos contemporáneos, que interpretó como un continuo con las antiguas tradiciones textuales. Tenía una fuerte perspectiva comparativa sobre la religión, y observaba y registraba constantemente el panorama religioso dondequiera que viajaba. Sus importantes colecciones de documentos permanecen en custodia del Instituto Hobogirin.
Seidel murió antes de escribir una síntesis importante de su campo de investigación, aunque hubo algunos intentos iniciales en esa dirección (el folleto Taoismus, Die inoffizielle Hochreligion Chinas y su magistral Crónica de los estudios taoístas en Occidente, 1950-1990 ). Su obra quedó inconclusa en el momento de su muerte.